# 狭叶盆距兰
狭叶盆距兰（学名：Gastrochilus linearifolius）为兰科盆距兰属下的一个种。其种加词“Linearifolius”意为“线形叶的”。